# Огненный чиж
Огненный чиж (лат. Spinus cucullatus) — птица семейства вьюрковых.

## Внешний вид
Длина тела около 10 см; масса — около 12 г. Самец напоминает обыкновенного чижа. Основная окраска оперения огненно-красная. Голова, крылья и хвост — чёрные. Низ брюшка и подхвостье беловатые.

## Распространение
Обитали на севере Венесуэлы и от северо-востока Колумбии до острова Тринидад.

## Образ жизни
Населяют участки тропического леса, кустарниковых зарослей и редколесья с луговинами. Питаются различными семенами. Очень общительные птицы, когда они были многочисленными, то образовывали полукочевые стаи.

## Размножение
В кладке 3—5 зеленовато-белых яиц.

## Угрозы и охрана
Этих птиц ежегодно тысячами отлавливали для продажи коллекционерам-любителям. С 1947 года огненные чижи исчезли в Колумбии, с 1960 года не наблюдаются на Тринидаде, а в Венесуэле в период гнездования их можно встретить только в отдалённых от посёлков и дорог горных районах. В 2003 году была открыта популяция из нескольких тысяч птиц на юге Гайаны. Хотя формально в Венесуэле огненный чиж находится под охраной закона и включён в Приложение I CITES, высокая стоимость этих птиц на чёрном рынке способствуют нелегальному отлову их и экспорту.